# Herher
Herher (arménsky Հերհեր; dříve Gerger) je vesnice v provincii Vajoc Dzor v Arménii. Na severu vesnice je kostel sv. Gevorga z 19. století, na jihu je zas stará arménská svatyně z roku 1296.